# Sofonkowa
Sofonkowa (ros. Софонкова) – wieś (dieriewnia) w Rosji, w Kraju Permskim, w rejonie kudymkarskim. W 2021 liczyła 48 mieszkańców.